# Amanda Felder
Amanda Dawn Felder Derkacs (* 16. Januar 1982 in Houston) ist eine US-amerikanische Profi-Triathletin.

## Werdegang

### Triathlon-Profi seit 2005
Felder begann ihre Triathlon-Karriere 2005, als sie an der amerikanischen Universitäts-Triathlonmeisterschaft (USA Triathlon Collegiate National Championship) teilnahm und diese gewann.
2008 konnte sie diesen Erfolg wiederholen.
Seit 2005 startet sie als Profi-Athletin.
Amanda Felder startet auch auf der Mitteldistanz bei Ironman-70.3-Veranstaltungen (1,9 km Schwimmen, 90 km Radfahren und 21,1 km Laufen):

Beim Ironman 70.3 Miami wurde sie beispielsweise im Oktober 2010 Siebte und im Folgejahr konnte sie sich auf den fünften Rang verbessern.
Sie nahm am USA Triathlon Project 2016 teil.

### Privates
Amanda Felder studierte zunächst an der Rice University und im März 2010 schloss sie ein Ph.-D.-Studium in Bioengineering an der UCL (University of California) in San Diego ab.
Felder lebt heute in Cupertino.

## Sportliche Erfolge
| Datum/Jahr    | Rang | Wettbewerb                                     | Austragungsort     | Zeit     | Bemerkung |
| ------------- | ---- | ---------------------------------------------- | ------------------ | -------- | --- |
| 21. Mai 2016  | 11   | Sprint Triathlon American Cup                  | Ixtapa             | 01:08:56 | |
| 21. Aug. 2010 | 29   | ITU Sprint Triathlon World Championships       | Lausanne           | 01:02:25 | Triathlon-Weltmeisterschaft auf der Sprintdistanz bei der Erstaustragung (750 m Schwimmen, 20 km Radfahren und 5 km Laufen) |
| 27. Juni 2008 | 20   | 9. Welt-Universitätsmeisterschaft              | Erdek              |          | |
| Apr. 2008     | 1    | USA Triathlon Collegiate National Championship | Tuscaloosa         | 02:07:30 | |
| 2005          | 1    | USA Triathlon Collegiate National Championship | Vereinigte Staaten |          | Universitäts-Triathlon-Meisterschaft                                                                                        |

| Datum/Jahr    | Rang | Wettbewerb         | Austragungsort | Zeit     | Bemerkung |
| ------------- | ---- | ------------------ | -------------- | -------- | --------- |
| 30. Okt. 2011 | 5    | Ironman 70.3 Miami | Miami          | 04:29:23 | [ 3 ]     |
| 30. Okt. 2010 | 7    | Ironman 70.3 Miami | Miami          |          |           |

(DNF – Did Not Finish)